# Hammersta, Gnesta kommun
Hammersta är en by i Gåsinge-Dillnäs socken (tidigare Dillnäs socken), Gnesta kommun, invid Nyckelsjön.
Hammersta omtalas i dokument första gången 1401 ("i Hamarstom"), då en Ulf i Hammersta var faste vid häradstinget. 1413 skänker Nils Bosson (Natt och Dag) jord i Södermanland och Närke, däribland 2 öresland och 16 penningland i Hammersta till ärkedjäknedömet i Strängnäs domkyrka för sig och hustrun Ingeborg Ragvaldsdotter (Håkan Tunessons ätt) samt deras släktingar. 1428 var Peter i Hammersta faste, och på 1450-talet anges Karl Knutsson (Bonde) äga jord i Hammersta. Hans dotter Magdalena Karlsdotter (Bonde) hade 1473 en gård som räntade 1 1/2 pund korn, 8 penningar och 2 pund mata (matvaror). Den gården gick 1500 i arv till systersonen Abraham Eriksson (Gyllenstierna), som 1505 bytte bort den till sin svägerska Anna Karlsdotter (Vinstorpaätten). Nils Bosson (Grip) sägs omkring 1510 inneha en gård i Hammersta som räntar 6 öre årligen. På 1540-talet bestod Hammersta av 3 mantal frälse och 1 mantal kyrkojord. Frälsegårdarna ägdes av Birger Nilsson (Grip), Jöran Holgersson (Gera) och Johan Åkesson (Natt och Dag). Kyrkojorden dras under 1500-talet in som arv och eget. En av frälsegårdarna ligger en tid öde, och förmedlas senare till halvt mantal.
1950 köptes Hammersta av Arne Törnblom. Endast en jordbruksfastighet fanns då kvar i byn. Till en början ägdes ännu delar av gården av gamle ägaren, men köptes in några år senare. Han moderniserade gården för drift med mjölkkor, men hade svårt att få lönsamhet. 1967 beslutade han sig för att gå över till köttproduktion med betande djur, och blev den förste i Sverige att importera Highland cattle. Han prövade även andra näringar, som hägn för vildsvin samt dov- och kronhjortar, samt hade kortare tider lamadjur och en älg. En tid experimenterade han med kräftodling i dammar, men gav upp när kräftpesten satte stopp för verksamheten. I början av 1960-talet började han även stycka av fastigheten för fritidshusbebyggelse. Under de närmaste 30 åren uppfördes närmare ett 80-tal fritidshus i området.